# Conemaugh River
Der Conemaugh River ist ein Nebenfluss des Kiskiminetas River im Westen des US-Bundesstaates Pennsylvania in den Vereinigten Staaten. Der Fluss entsteht nahe Johnstown aus dem Zusammenfluss des Little Conemaugh River und des Stonycreek River im Südwesten des Cambria Countys.
Nordwestlich von Blairsville stößt der Blacklick Creek hinzu. Bei Saltsburg trifft zusätzlich der Loyalhanna Creek auf den Conemaugh River, aus welchem hier der Kiskiminetas River entsteht.